# Birgit Keil

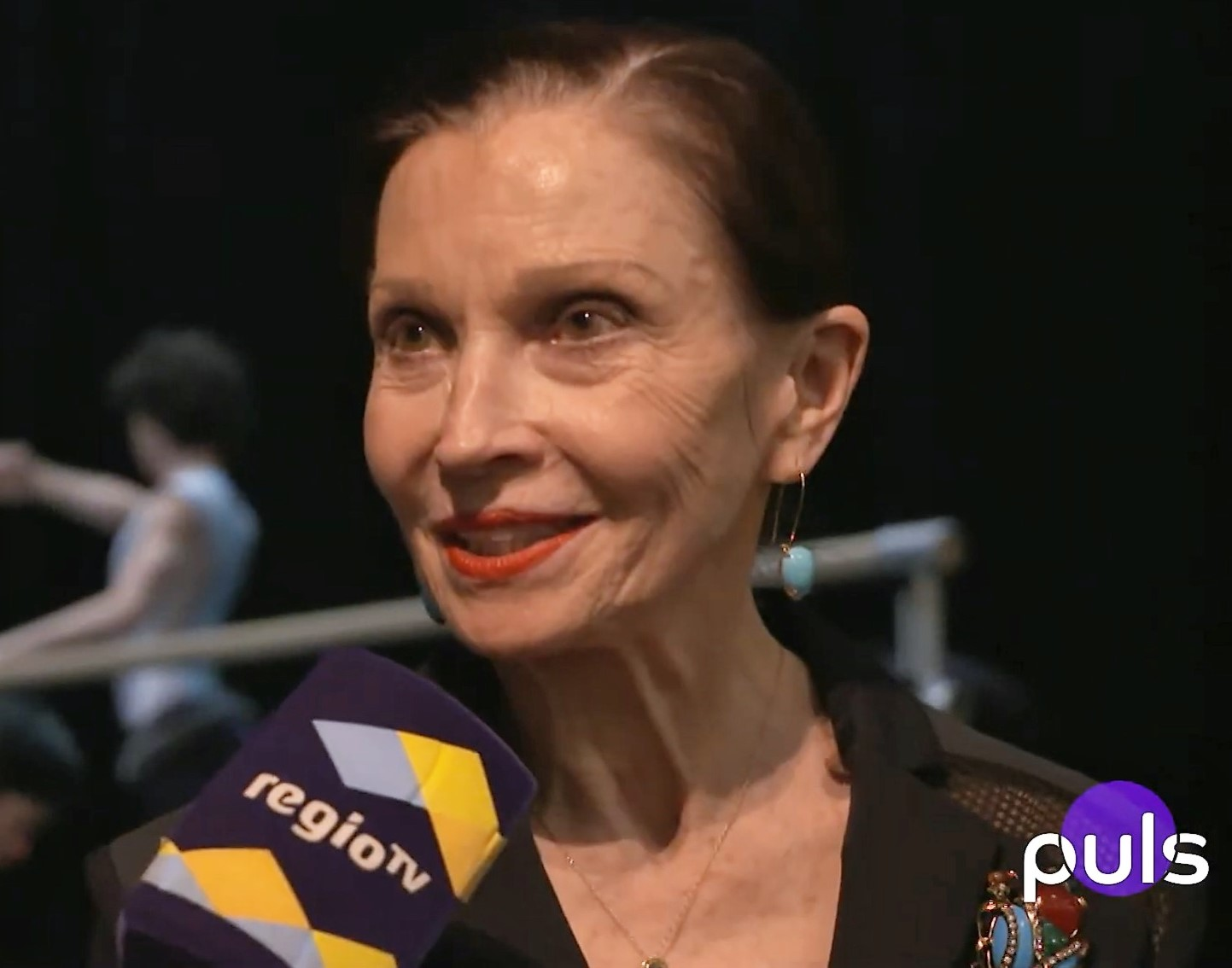
Birgit Keil, 2017

Birgit Keil (* 22. September 1944 in Kowarschen im Reichsgau Sudetenland) ist eine deutsche Tänzerin und ehemalige Primaballerina des Stuttgarter Balletts.

## Leben
Birgit Keil wurde in Kowarschen (Kovářov) bei Karlsbad geboren. Nach der Vertreibung zum Ende des Zweiten Weltkriegs kam sie 1946 mit ihren Eltern und zwei Brüdern nach Bad Kissingen. Dort lebte Keil bis 1954, bis die Familie nach Stuttgart übersiedelte. Keil erhielt ihre tänzerische Ausbildung in Bad Kissingen, Stuttgart und London. Seit 1961 Mitglied des Stuttgarter Ballett, wurde sie 1963 unter John Cranko Solistin. Sie tanzte alle bedeutenden klassischen und modernen Hauptrollen und hatte Gastauftritte an den großen Ballettbühnen der Welt. Sie war Tanzpartnerin berühmter Tänzer wie Richard Cragun, Rudolf Nurejew und Fernando Bujones. John Cranko schuf ebenso wie John Neumeier, Jiří Kylián, Glen Tetley, William Forsythe, Heinz Spoerli, Hans van Manen und Uwe Scholz eigene Choreografien für sie. Keil war in der Ballettwelt als die deutsche Ballerina berühmt. Sie wurde daher mit zahlreichen Auszeichnungen gewürdigt, unter anderem mit dem Ehrentitel Kammertänzerin (1980).
1995 trat sie von der Bühne ab und gründete zusammen mit der Mailänder Kunstmäzenin Maddalena Mina di Sospiro in Stuttgart eine Tanzstiftung, die unter der Schirmherrschaft von Diane von Württemberg mit dem Kuratoriumsvorsitzenden Günther Langenbucher steht. Von 1997 bis 2019 war Keil Direktorin und Professorin der Akademie des Tanzes der Staatlichen Hochschule für Musik und Darstellende Kunst in Mannheim sowie von 2003 bis 2019 Direktorin des Staatsballetts Karlsruhe des Badischen Staatstheaters Karlsruhe.
Ihr Lebens- und Tanzpartner seit 1968 ist der 1946 in Prag geborene Vladimir Klos.

## Ehrungen und Auszeichnungen
Birgit Keil wurde im Laufe ihrer Karriere mit zahlreichen Auszeichnungen geehrt, darunter: Sudetendeutscher Anerkennungspreis (1966), Verdienstmedaille des Landes Baden-Württemberg (1979), der Deutsche Kritikerpreis (1981), Emmy Award (1984), John Cranko Medaille (1985), Bundesverdienstkreuz I. Klasse (1985), Berufung zum ordentlichen Mitglied der Sudetendeutschen Akademie der Wissenschaften und Künste, Klasse der Künste und Kunstwissenschaften (1987), Deutscher Tanzpreis (1998), Großer Sudetendeutscher Kulturpreis (1999). Im Herbst 2005 erhielt sie die Ehrenmitgliedschaft des London Ballet Circle. Im Januar 2008 ehrte die Konrad-Adenauer-Stiftung in Berlin Birgit Keil mit einer Hommage für ihr beispielhaftes Engagement für den tänzerischen Nachwuchs, ihre herausragenden Leistungen als Leiterin der Akademie des Tanzes und als Ballettdirektorin. Im Dezember 2015 wurde sie zudem mit dem Landeslehrpreis Baden-Württemberg ausgezeichnet.
Im Juli 2019 erhielt sie die Große Staufermedaille in Gold des Landes Baden-Württemberg.

## Film
- Birgit Keil – ein Leben für den Tanz. Dokumentarfilm, Deutschland, 2014, 44:50 Min., Buch und Regie: Harold Woetzel, Produktion: SWR, Reihe: kulturmatinée, Erstsendung: 14. September 2014 bei SWR Fernsehen, Inhaltsangabe von ARD.